# Oxinasphaera bisubula
Oxinasphaera bisubula är en kräftdjursart som beskrevs av Bruce1997. Oxinasphaera bisubula ingår i släktet Oxinasphaera och familjen klotkräftor. Inga underarter finns listade i Catalogue of Life.